# Hanne Meldgaard
Hanne Meldgaard (født 6. oktober 1977) er en dansk embedsmand. Hun blev 2019 udnævnt til departementschef i Uddannelses- og Forskningsministeriet. Før hendes udnævnelse til departementschef, har Hanne Meldgaard tilbragt hele sit professionelle liv i Uddannelses- og Forskningsminsteriet.